# Martinsyde G.100
Il Martinsyde G.100 fu un aereo militare monomotore in configurazione traente, monoposto e biplano, sviluppato dall'azienda aeronautica britannica Martinsyde Limited negli anni dieci del XX secolo.
Destinato ad equipaggiare il Royal Flying Corps, l'allora componente aerea del British Army (l'esercito del Regno Unito), venne utilizzato nel ruolo di scout, l'antesignano dell'aereo da caccia, bombardiere leggero ed aereo da ricognizione durante le fasi iniziali della prima guerra mondiale, ben presto sostituito da modelli concettualmente più moderni.
Il modello venne affiancato dal Martinsyde G.102 che differiva essenzialmente per una diversa e più potente motorizzazione.

## Impiego operativo
I primi esemplari di G.100 iniziarono ad essere consegnati ai reparti del Royal Flying Corps (RFC) verso la metà del 1916. Assieme ai simili G.102, gli equipaggi li battezzarono "Elephant" (elefante) per le loro grandi dimensioni e mancanza di manovrabilità. Entrambi i modelli vennero utilizzati nell'ambito della prima guerra mondiale, in diversi teatri: in Francia, sul fronte occidentale, e nel Medio Oriente, equipaggiamento unico del solo No. 27 Squadron RFC.
Anche se non particolarmente riusciti come scout/caccia per la loro scarsa manovrabilità nel confronto dei pari ruolo dell'epoca, a partire dall'estate del 1916 fino alla fine del 1917 i G.100 e G.102 furono efficacemente utilizzati nelle missioni di bombardamento a lungo raggio, dotati di un carico in bombe da caduta fino a 120 kg (260 lb). Inoltre, grazie sia alla loro autonomia che alla stabilità in volo, questi aerei vennero dotati di fotocamera per l'impiego in missioni di ricognizione fotografica.
All'inizio del gennaio 1917 il No. 1 Squadron AFC aveva in carico tre Martinsyde Elephant (G.100), distribuiti uno per ogni stormo e, viste le esigenze di servizio, alla fine del mese fu deciso di portare a sei il numero di questi aerei. Tale dotazione fu raggiunta nel marzo 1917. Dall'ottobre 1917 il reparto iniziò a ricevere i Martinsyde G.102 di cui rimanevano in servizio ancora cinque esemplari alla fine del gennaio 1918. Per la fine di marzo 1918 lo squadrone, ricevuti i nuovi Bristol F.2 Fighter, cedette i suoi Martinsyde al No. 142 Squadron RFC.

## Varianti
G.100
versione multiruolo (scout, bombardiere e ricognitore) equipaggiata con un motore Beardmore da 120 hp (89 kW), realizzata in 100 esemplari.
G.102
versione multiruolo (scout, bombardiere e ricognitore) equipaggiata con un motore Beardmore da 160 hp (119 kW), realizzata in 100 esemplari.

## Utilizzatori
Australia
- Australian Flying Corps

 Regno Unito
- Royal Flying Corps

### Pubblicazioni
- (EN) Milestones: The Martinsyde Machines (PDF), in Flight, 17 giugno 1920,  pp. 637-638, 641. URL consultato il 22 agosto 2014.